# Cheilosia primoversis
Cheilosia primoversis là một loài ruồi trong họ Ruồi giả ong (Syrphidae). Loài này được Shannon mô tả khoa học đầu tiên năm 1915. Cheilosia primoversis phân bố ở miền Tân bắc